# Australie-Méridionale
Pour les articles homonymes, voir South Australia et SA.
L'Australie-Méridionale (en anglais : South Australia, code : SA) est un État de l'Australie situé au centre de la partie méridionale de l'île principale. Il occupe quelques-unes des régions les plus désertiques de l'île et avec une superficie de 984 377 km2, c'est le quatrième État d'Australie par sa superficie. Il est bordé à l'ouest par l'Australie-Occidentale, au nord par le Territoire du Nord et le Queensland, à l'est par le Queensland, la Nouvelle-Galles du Sud et l'État de Victoria et au sud par la Grande Baie australienne

Avec 1,7 million d'habitants, l'État abrite moins de 10 % de la population australienne et se situe au cinquième rang des États australiens. La majorité de la population habite Adélaïde (1 140 000 habitants), la plupart des autres habitant les régions fertiles le long de la côte sud-est et les rives du fleuve Murray.
Parmi les États australiens, c'est le seul qui n'ait pas commencé son existence en accueillant des bagnards. Le début officiel de la colonisation date du 28 décembre 1836 quand la naissance de l'État fut proclamée à The Old Gum Tree (« Le vieux gommier ») par le gouverneur John Hindmarsh. Le principe premier de la colonie fut d'appliquer la théorie d'Edward Gibbon Wakefield qui souhaitait développer une économie basée sur un équilibre entre agriculteurs, artisans et financiers dans une province de liberté et de tolérance religieuse[réf. nécessaire]. L'Australie-Méridionale a été souvent à l'avant-garde de la réforme politique : en 1894, il devint le deuxième pays au monde à donner le droit de vote aux femmes ; et en 1976 il a nommé le premier indigène comme gouverneur d'un État australien.
L'économie de l'État est fondée sur l'agriculture, l'industrie et l'exploitation minière. Le secteur financier joue aussi un rôle non négligeable.

## Histoire

### Peuplement des Aborigènes

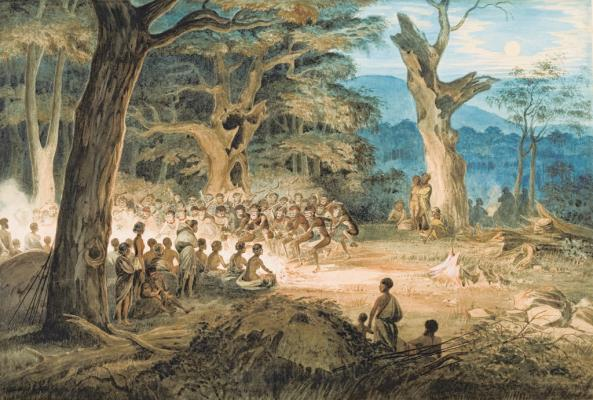
A South Australian Corroboree, par WR Thomas, 1864.

Les Aborigènes d'Australie ne connaissaient pas l'écriture, donc toute la période où ils étaient les seuls habitants du continent australien fut classée dans la Préhistoire du continent.
La première présence humaine sur le continent australien remonte de 40 000 à 60 000 ans – suivant les différents chercheurs[Lesquels ?] – avant notre ère. À cette époque, huit détroits séparaient Java et l'Australie ; les premières personnes durent donc arriver en bateau au nord de l'Australie, découvrant un horizon inconnu. Les colons se sont ensuite déplacés progressivement vers le sud et, par la suite, sont arrivés en Australie-Méridionale. Il y a environ treize mille ans, à la fin de la période glaciaire, la Nouvelle-Guinée et la Tasmanie se sont séparées du reste du continent et les Aborigènes d'Australie ont commencé une longue période d'isolement coupée de toute influence extérieure.
Les populations aborigènes avaient une mythologie commune appelée le temps du rêve ou le rêve. Le « temps du rêve » explique les origines du monde, de l’Australie et de ses habitants. L'art indigène australien est l'une des traditions les plus anciennes du monde.

### Arrivée européenne

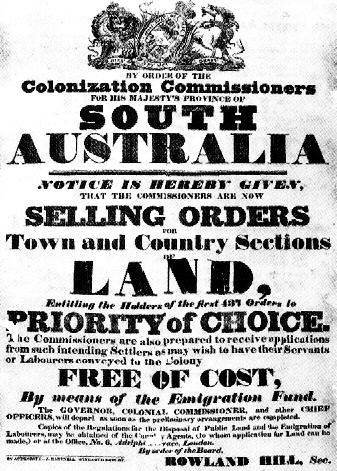
1835, une publicité pour la nouvelle colonie.

Le premier Européen connu pour avoir exploré les côtes de l'Australie-Méridionale est le Néerlandais François Thijssen qui longea les côtes en 1627 à bord du Gulden Zeepaert. Il appela l'île « Pieter Nuyts Land », du nom de l'officier le plus gradé à bord. Les premières cartes des côtes furent l'œuvre de Matthew Flinders et Nicolas Baudin en 1802. Ce dernier appela l'île « Terre Napoléon »[réf. nécessaire].
En 1834, le Parlement britannique vota le South Australia Act 1834 qui permit la création de la province. L'acte attribuait 802 511 kilomètres carrés à une colonie d'hommes libres. Le but de cette création était de construire une société britannique idéale de personnes libres, avec une liberté de religion et une absence de chômage. L’Australie-Méridionale est le seul État d'Australie qui n'ait pas commencé son existence en accueillant des bagnards. Le principe premier de la colonie fut d'appliquer la théorie d'Edward Gibbon Wakefield qui souhaitait développer une économie basée sur un équilibre entre agriculteurs, artisans et financiers dans une province de liberté et de tolérance religieuse.
Les premiers colons arrivés (636 personnes à bord de neuf vaisseaux) s'installèrent provisoirement à Kingscote sur l'île Kangourou, jusqu'au choix définitif du site de peuplement à l'emplacement actuel d'Adélaïde. Les premiers immigrants arrivèrent à la baie Holdfast en novembre 1836 et la création de la colonie fut officiellement proclamée le 28 décembre 1836, connu maintenant sous le nom de Proclamation Day.
L’Australie-Méridionale devint une colonie autonome en 1856 avec la ratification d'une nouvelle constitution par le parlement britannique. Le vote à bulletin secret fut introduit et un parlement à deux chambres fut élu le 9 mars 1857, alors que la colonie avait 109 917 habitants. Les hommes ont été autorisés à voter au suffrage universel – y compris les indigènes – en Australie-Méridionale à partir des années 1850 (soit avant des nations européennes comme la Grande-Bretagne, la France et l'Allemagne)[réf. nécessaire]. La loi britannique fut appliquée dans chaque colonie, lorsque le Royaume-Uni autorisa chacune d'entre elles à se doter d’un gouvernement responsable et évolua avec le temps. Le gouvernement britannique garda toutefois le contrôle de certains domaines comme les affaires étrangères, la défense et le commerce international.
Le XIXe siècle fut une période d'explorations éprouvantes pour des Européens en Australie-Méridionale. Les premiers explorateurs ont souffert de grandes privations. Charles Sturt contracta le scorbut en menant une expédition au centre du continent d'Australie pour essayer de trouver une mer intérieure qui n'existait pas. John McDouall Stuart a atteint le centre géographique du continent en 1860. La même année, le gouvernement d'Australie-Méridionale offrit une prime de deux mille livres à qui trouverait un itinéraire sud–nord au long duquel pourrait être établie une ligne télégraphique entre Adélaïde et Darwin. Stuart partit en mars 1860 avec seulement deux compagnons et treize chevaux. Il contourna le lac Eyre, déjà connu à l'époque, et progressa avec une rapidité étonnante jusqu'à 560 km au nord du site actuel d'Alice Springs. En octobre 1861, la troisième tentative finit par réussir, et il atteignit l'océan Indien à l'est de Darwin le 24 juillet 1862, pour un parcours de 3 200 kilomètres. Le voyage de retour fut extrêmement éprouvant, les hommes parvenant à rejoindre Adélaïde en décembre, à demi morts d'épuisement et de maladie, pour apprendre qu'ils avaient été devancés par l'expédition de Burke et Wills. Cependant, ces derniers périrent sur la route du retour[réf. nécessaire].
La Ligne télégraphique transaustralienne, achevée en 1872, a permis des communications rapides entre l'Australie et le reste du monde. Les premiers trains en Australie ont commencé à fonctionner en 1854 et la construction du The Ghan, le chemin de fer qui relie les villes d'Adélaïde et de Darwin a été commencé en 1878 mais achevée seulement en 2004[réf. nécessaire].

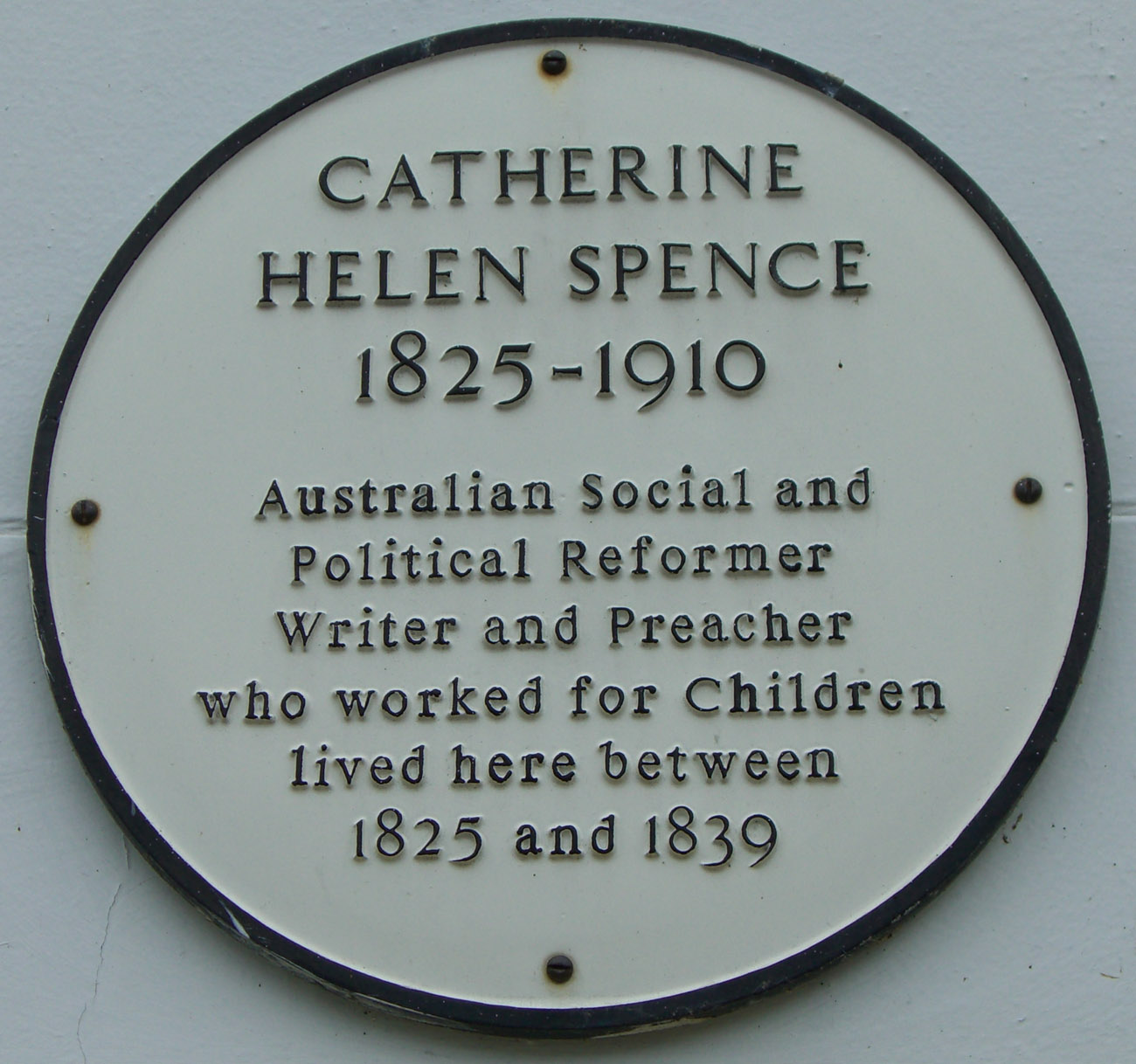
Fondé comme colonie libre, l'Australie-Méridionale a été souvent à la tête d'avant-garde de la réforme politique: en 1894, il devenu le deuxième pays au monde à donner le droit de vote aux femmes ; et en 1976 il a nommé le premier indigène comme gouverneur d'un état australien.

Vers la fin du XIXe siècle, l'art des peintres et la prose des écrivains ont fait naître un sentiment croissant d'identité nationale en Australie et des hommes politiques ont fait campagne pour une fédération indépendante des colonies, avec la reine Victoria en tant que souveraine. En 1894, l'Australie-Méridionale fut la première colonie australienne à donner le droit de vote aux femmes (le deuxième pays au monde à accorder ce droit) et à leur donner le droit d'être élue au parlement. Catherine Helen Spence fut la première femme candidate à un poste politique et fut choisie pour être déléguée de l'Australie-Méridionale à la convention qui vota la Constitution australienne.

### Histoire contemporaine
Depuis 1901, l'Australie-Méridionale est un État de la fédération de l'Australie, et la Constitution de l'Australie régule ses relations avec le gouvernement et le parlement fédéral.
Le drapeau de l'État fut choisi officiellement le 13 janvier 1904 : il porte, sur fond bleu, le drapeau britannique dans le quart supérieur gauche avec les armes de l'État au centre et à droite. Les armes représentent un Piping Shrike, un oiseau imaginaire avec les ailes déployées sur un disque jaune symbolisant un soleil levant. Il semble que les armes de l'état aient été créées par Robert Craig de l'école des Beaux-Arts d'Adélaïde.
Dans les années 1970, le gouvernement Don Dunstan envisagea de faire de la ville un vaste centre culturel et entreprit un grand programme de réformes économiques. En 1976, Sir Douglas Nicholls, devient le premier indigène gouverneur d'un État australien en Australie-Méridionale. En 1992, la faillite de la banque d'État, la State Bank of South Australia plongea l'État et tout le pays dans une période de récession économique[réf. nécessaire].
L'économie de l'État, qui est basée sur l'agriculture, l'industrie et l'exploitation minière, a récupéré.

## Géographie

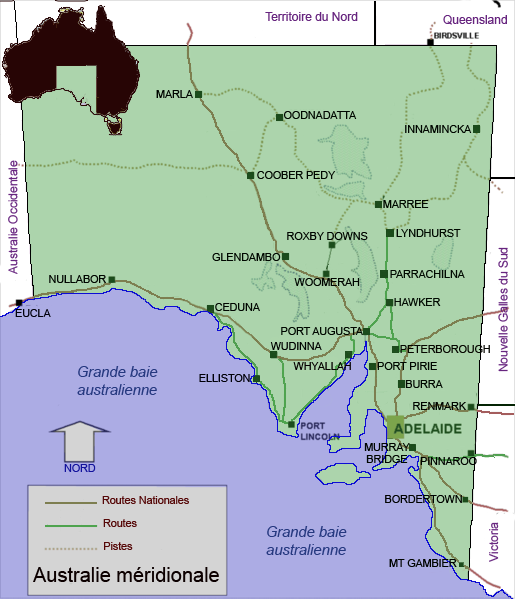
Carte de l'Australie méridionale

Le pays est constitué pour sa plus grande partie de vastes étendues désertiques ou semi-désertiques avec plusieurs chaînes de montagnes, dont les plus importantes sont les chaînes du Mont Lofty et Flinders qui s'étendent sur près de 800 km depuis Cape Jervis au sud à l'extrémité nord du lac Torrens, et des lacs salés.
Le point culminant de l'État est le Mont Woodroffe (1 435 mètres) dans les « Musgraves » à l'extrême nord-ouest du pays.
La partie sud-ouest de l'État correspond à la vaste plaine calcaire et très désertique de Nullarbor dont les falaises surplombent la Grande Baie australienne.
L'Australie-Méridionale est frontalière avec tous les autres États et territoires sauf le Territoire de la capitale australienne et la Tasmanie. La région, connue sous le nom de Territoire du Nord, fut annexée par l'Australie-Méridionale en 1863 ; toutefois en 1911 elle devint un territoire distinct.
La côte sud de l'Australie-Méridionale est bordée par l'océan Indien.

### Climat
L'Australie-Méridionale est caractérisée par un climat méditerranéen surtout près des côtes, avec des hivers très doux et humides et des étés chauds et secs, et par des climats semi-arides voire presque arides dans une région située approximativement entre 26° et 28°S et 136° et 140°E. Cette région englobe notamment les lacs salés souvent asséchés, tels que le Lac Eyre, le Lac Gregory (en), le Lac Blanche (en), le Lac Callabonna, la rivière Cooper Creek, la rivière Warburton ou encore les lacs Pantoowarinna, Warrandirinna, Umaroona, Griselda, Peera Peera Poolanna.
Un endroit près du Lac Eyre, non localisé précisément, recevrait seulement 81 mm de précipitations en moyenne annuelle. Un autre endroit, Troudaninna Bore (coordonnées : 29° 11' 44" S, 138° 59' 28" E, altitude : 46 m) a reçu, entre 1893 et 1936, en moyenne annuelle 104,9 mm de précipitations. Mulka Bore, Coober Pedy Airport, Murnpeowie, Anna Creek, Cowarie ou encore Beresford (Australie-Méridionale) sont d'autres stations qui enregistrent, chacune, des précipitations annuelles moyennes inférieures à 150 mm.
En Australie-Méridionale la moyenne des températures est de 29 °C en janvier et de 15 °C en juillet. Les températures maximales peuvent atteindre en certains endroits du pays 48 °C.
- Record de température maximale : 50,7 °C à Oodnadatta, le 2 janvier 1960 (Le record des températures maximales en Australie).
- Record de température minimale : −8,2 °C à Yongala, le 20 juillet 1976.

La plus importante catastrophe naturelle qu'ait connue l'Australie-Occidentale est le débordement du fleuve Murray en 1956.

## Économie
Les industries de transformation jouent un rôle très important dans l'économie de l'État, représentant 15 % du produit national brut (PNB) : elles comportent l'industrie automobile (44 % de la production australienne) et ses composants, les produits pharmaceutiques et les matériels militaires.
L'économie de l'Australie-Méridionale est celle qui est la plus tournée vers l'exportation. Les revenus des exportations représentent 10 milliards de dollars australiens et ont augmenté de 8,8 % entre 2002 et 2003.
La fabrication de produits agricoles, alimentaires et de boissons (agriculture, horticulture, aquaculture, pêche et industrie de transformation) représente elle aussi dix milliards de dollars.
La croissance de l'économie de l'État a longtemps été en retard par rapport aux autres états mais les performances s'améliorent.
Le PNB était de 48,9 milliards de dollars australiens début 2004 soit de 32 996 dollars par habitant. Les exportations en 2006 ont été estimées à 9 milliards de dollars alors que les importations ont représenté 6,2 milliards de dollars
La part de chacun des facteurs industriels dans l'économie du pays est le suivant (en millions de dollars) :
- viande et produits dérivés : 463,1 ;
- céréales : 487,5 ;
- vin : 1 482,2 ;
- laine et peaux de moutons : 160 ;
- industrie mécanique : 379,5 ;
- métaux et produits métalliques : 1 888,7 ;
- poissons et crustacés : 316,1 ;
- véhicules à moteurs et composants automobiles : 1 196,9 ;
- pétrole et produits pétroliers : 227,7 ;
- autres : 2 393,6.

## Politique
L'Australie-Méridionale qui fait partie du Commonwealth est une monarchie constitutionnelle qui a le Roi d'Angleterre comme chef d'État. Le parlement est bicaméral avec une chambre basse, la Chambre de l'Assemblée (the House of Assembly) et une chambre haute, le Conseil législatif (the Legislative Council). Les élections législatives ont lieu tous les quatre ans.
Au départ, le gouverneur de l'État (le premier fut le capitaine John Hindmarsh) détenait presque tout le pouvoir. Il ne répondait de ses actes que devant le ministre britannique des colonies. Puis fut créé un nouvel organisme pour aider le gouverneur dans l'administration de l'État : le « conseil législatif » (the Legislative Council). Il était formé de représentants du gouvernement britannique et de quatre personnes choisies par le gouverneur. Le gouverneur gardait tout le pouvoir exécutif.
En 1851, le Parlement impérial vota le Australian Colonies Government Act qui permettait l'élection directe de ses représentants et de choisir une constitution. L'année suivante, les hommes purent élire 16 des 24 membres du conseil législatif, les 8 derniers continuant à être nommés par le gouverneur.
Le principal rôle de ce conseil fut de choisir une constitution pour l'Australie-Méridionale. Il vota une constitution très démocratique pour l'époque en créant un parlement à deux chambres, et pour la première fois le pouvoir exécutif fut élu par le peuple en appliquant le système anglais (où le gouvernement est assuré par le parti ou la coalition qui a la majorité à l'Assemblée).
En 1894, l'Australie-Méridionale fut la première colonie australienne à donner le droit de vote aux femmes et à leur donner le droit d'être élues au Parlement. Catherine Helen Spence fut la première femme candidate à un poste politique et fut choisie pour être déléguée de l'Australie-Méridionale à la convention qui vota la Constitution australienne.
L'Australie-Méridionale devint membre du Commonwealth of Australia le 1er janvier 1901.

## Population et société

### Démographie

#### Population
En 2016, la population de l'Australie-Méridionale est estimée à 1 676 653 habitants, en augmentation de 5,0 % par rapport à 2011.
La majorité de la population vie dans l'aire urbaine d'Adélaïde dont la population s'élevait à 1 158 259 en 2007 (70,3 % de la population de l'État). Les autres centres urbains majeurs sont ceux de Mount Gambier (environ 23 494 habitants), Whyalla (21 122), Murray Bridge (18 364), Port Augusta (13 257), Port Pirie (13 206), Port Lincoln (13 044), et Victor Harbor (10 380).
En 2016, les Aborigènes forment 2,0 % de la population (soit 34 184 personnes).

#### Origines
Selon les résultats du recensement de 2016, 22,4 % des habitants de l'Australie-Méridionale se disent d'origine 28,5 % d'origine anglaise, 25,0 % d'origine australienne, 6,3 % écossaise, 6,0 % irlandaise et 5,8 % d'origine allemande .
28,9 % de la population de l'Australie-Méridionale est née en dehors de l'Australie (5,8 au Royaume-Uni, 1,6 % en Inde, 1,5 % en Chine, 1,1 % en Italie, 0,9 % au Viêt Nam).

#### Langues
En 2016, 78,2 % de la population déclare ne parler qu'anglais à la maison, alors que 1,7 % de la population déclare parler italien, 1,7 % mandarin, 1,4 % grec, 1,1 % vietnamien, 0,6 cantonais et 15,3 % une autre langue.

#### Religions
En 2016, 53,9 % des habitants de l'Australie Méridionale se décrivent comme chrétiens. Les catholiques romains forment la plus grande communauté religieuse du territoire avec 18,0 % de la population, suivis par les anglicans (10,0 %), l'Église unifiée d'Australie (7,1 %), les luthériens (3,1 %) et les grecs orthodoxes (2,1 %). Le bouddhisme est la première religion non-chrétienne du territoire (2,0 %), suivi par l'islam (1,7 %) et l'hindouisme (1,3 %). 35,4 % de la population se déclare sans religion.

### Éducation

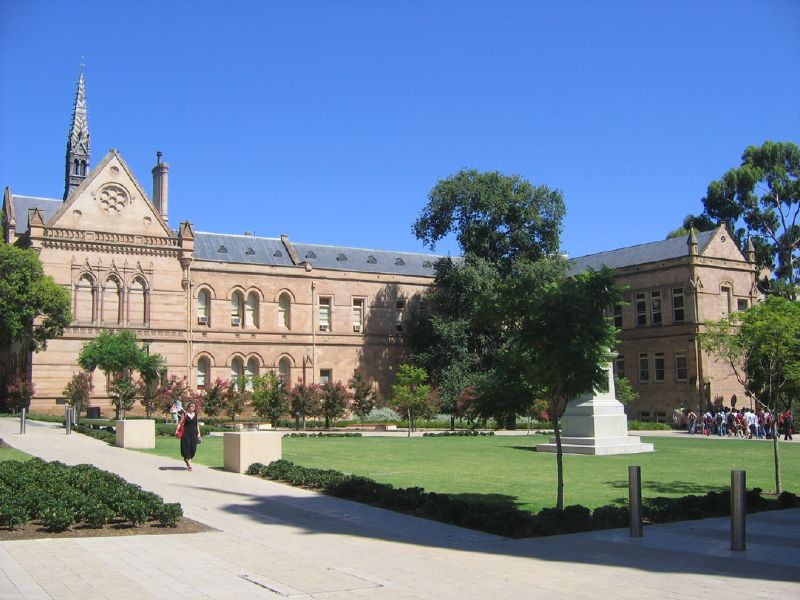
L'Université d'Adélaïde vue de North Terrace.

L'école est obligatoire pour tous les enfants jusqu'à l'âge de 16 ans, toutefois, la majorité des élèves continue au-delà pour obtenir le South Australian Certificate of Education (SACE). L'éducation est sous la responsabilité du gouvernement d'Australie-Méridionale, mais les systèmes éducatifs tant publics que privés sont mis au point en coopération avec le gouvernement de l'Australie.
Le gouvernement d'Australie-Méridionale fournit, par écoles et par élèves, 89 % des fonds alloués et le Commonwealth contribue aux 11 % restants[réf. nécessaire]. Depuis les années 1970, une controverse affirmait que 68 % des fonds alloués par le Commonwealth (augmenté à 75 % en 2008) allaient aux écoles privées qui représentaient seulement 32 % des étudiants des États.
Il y a trois universités en Australie-Méridionale : l'université d'Adélaïde, l'université Flinders et l'université d'Australie-Méridionale. Toutes se trouvent à Adélaïde et Mount Gambier.

## Culture

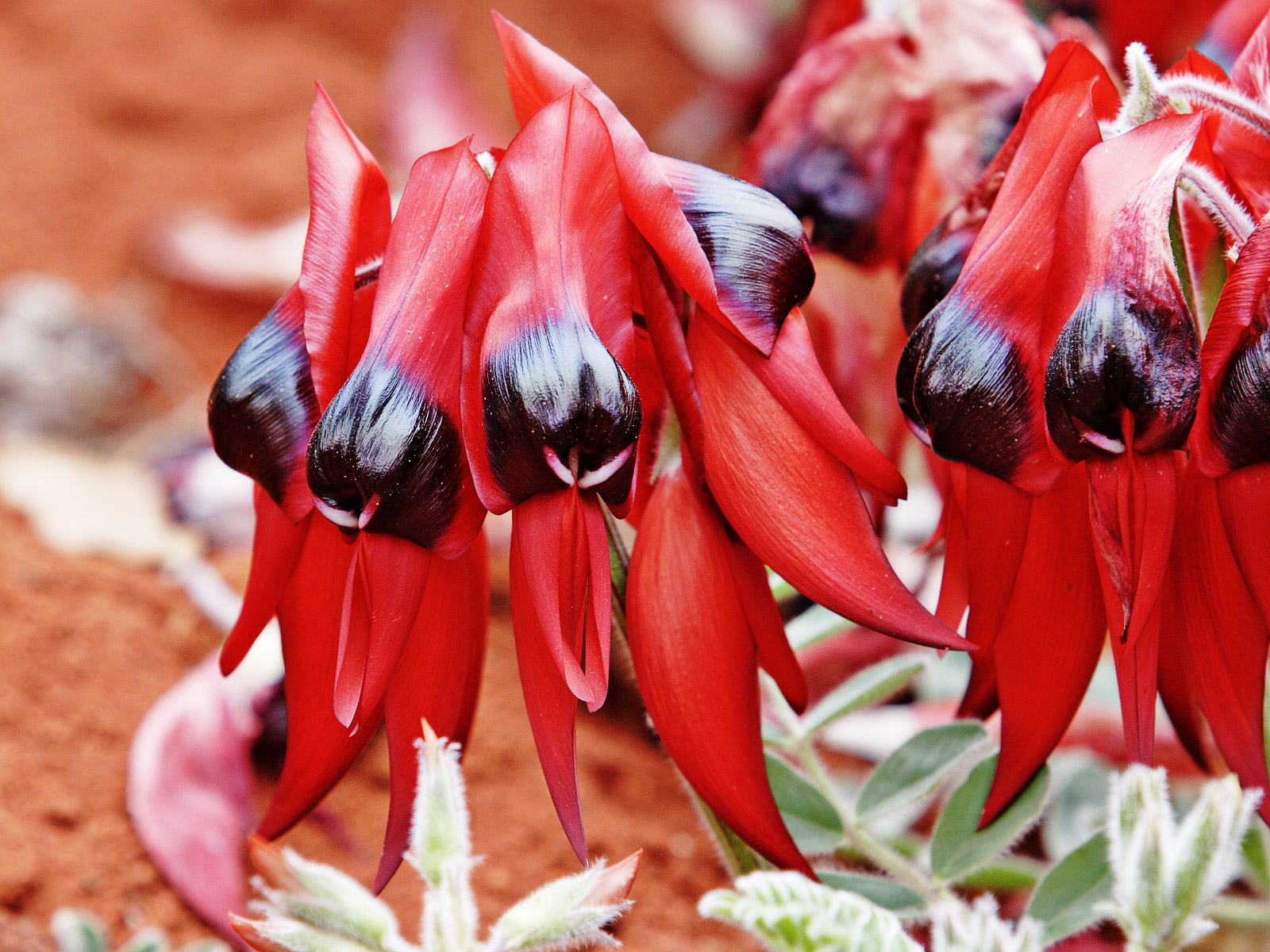
Swainsona formosa, la fleur emblème de l'Australie méridionale

### Cuisine
L'Australie-Méridionale est connue pour la Pie floater. Il s'agit d'une variante de la tarte de viande australienne qui flotte sur une soupe aux pois et qui est le plus souvent recouverte de sauce tomate.

#### Vignobles
L'Australie-Méridionale possède six régions viticoles, la vallée de la Barossa, la péninsule Fleurieu, la Chaîne du Mont-Lofty, Far North, Limestone Coast et Lower Murray.
Les premières plantations viticoles ont été enregistrées en 1836 par un colon nommé John Barton Hack à Chichester Gardens (North Adelaide).

### Festivals
Adélaïde accueille de nombreux festivals tels que :
- le Festival des Arts d'Adelaïde ;
- l'Adelaïde Cabaret Festival ;
- l'Adelaïde Christmas Pageant ;
- le Feast Festival ;
- le Festival du film d'Adélaïde ;
- l'Adelaïde Fringe Festival ;
- l'Adelaïde Festival of Ideas ;
- le Glendi ;
- le Schützenfest ;
- le Royal Adelaïde Show ;
- le Tasting Australia ;
- le WOMADelaide ;
- le Adelaide Writers' Week.

### Sports
Le football australien est le sport le plus populaire d'Australie-Méridionale. L'Australie-Méridionale possède deux équipes, les Adelaide Crows et les Port Adelaide Power au sein de l'Australian Football League (AFL).
L'équipe de football d'Australie-Méridionale, l'Adelaide United évolue en ligue-A. Le basket-ball est aussi très suivi avec les Adelaide 36ers ayant gagné quatre compétitions ces vingt dernières années Championnat d'Australie de basket-ball.
L'équipe de cricket, l'équipe d'Australie-Méridionale de cricket, n'a gagné aucune partie depuis 1996. Les Adelaide Bite représentent l'état en Ligue australienne de baseball depuis 2010.
59 % des enfants font partie d'un club de sports. Pour les garçons, le football est le plus représenté (22 %) suivi par la natation (16 %). Pour les filles le netball est le plus populaire (18 %) là aussi suivi par la natation (16 %).
La région accueille également la course cycliste du Tour Down Under.

## Lieux

### Villes principales
- Adélaïde (1 096 585 hab., en 2008)
- Mount Gambier (23 396 hab., en 2008)
- Whyalla (18 898 hab., en 2008)
- Gawler (16 494 hab., en 2008)
- Port Pirie (12 060 hab., en 2008)
- Port Augusta (11 761 hab., en 2008)
- Port Lincoln (11 115 hab., en 2008)
- Murray Bridge (10 958 hab., en 2008)
- Ceduna (2 626 hab., en 2008)
- Peterborough (2 239 hab., en 2008)

### Autres

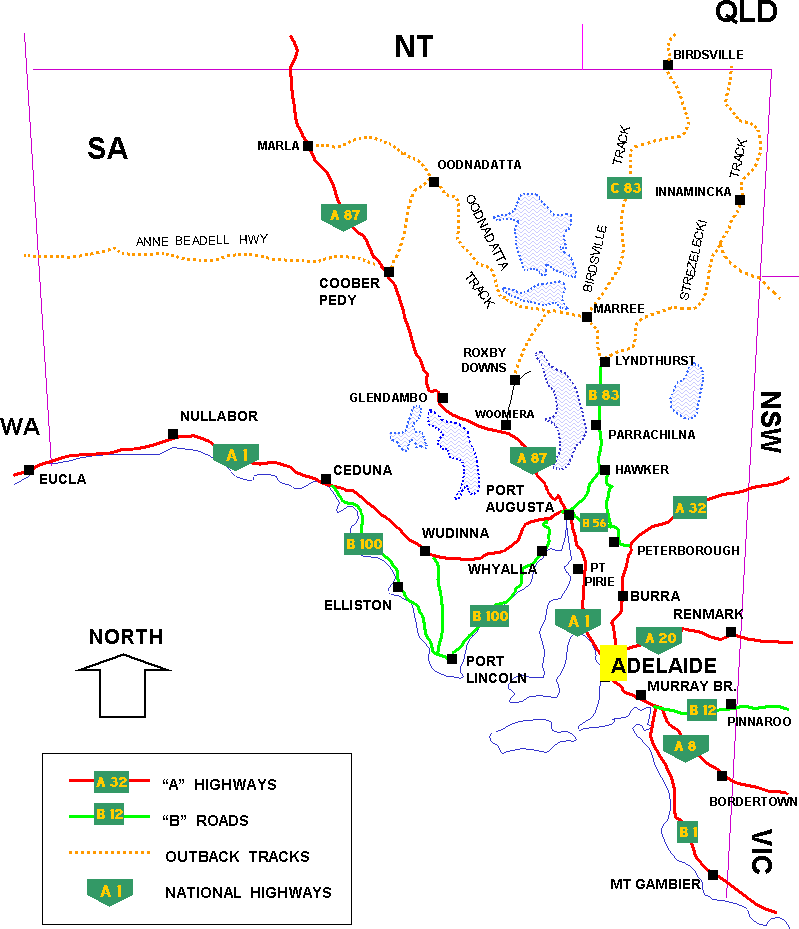
Villes d'Australie-Méridionale et réseau routier

| Régions: - Adelaide Hills - Vallée de la Barossa - Clare Valley - Péninsule d'Eyre - Péninsule Fleurieu - Chaîne de Flinders - Île Kangourou - Limestone Coast - Plaine de Nullarbor - Riverland - Péninsule de Yorke Rivières: - Cooper Creek - Marne River - Murray - Onkaparinga - Port River - Torrens | Lacs: - Lac Albert - Lac Alexandrina - Lac Eyre - Lac Frome - Lac Gairdner - Lac Torrens - Blue Lake Îles: - Granite Island - Île Hindmarsh - Île Kangourou - Neptune Island - Nuyts Archipelago - Flinders Island - Pearson Isles | Routes principales: - Barrier Highway - Barossa Valley Highway - Dukes Highway - Eyre Highway - Flinders Highway - Lincoln Highway - Main North Road - Mallee Highway - Princes Highway - Riddoch Highway - Stuart Highway - Sturt Highway - South Eastern Freeway - Southern Expressway |